# Смирнов, Яков Васильевич
Яков Васильевич Смирнов (9 [21] октября 1806, погост Омутец-Пестьянский, Владимирский уезд, Владимирская губерния — 7 [19] июня 1868) — русский педагог преподаватель латинского языка, автор известных обучающих руководств; коллежский советник.

## Биография
Яков Смирнов родился 9 (21) октября 1806 года в Омутце-Пестьянском, крупном погосте Владимирской губернии и уезда. Он был третьим сыном диакона Василия Федорова (не имевшего фамилии), наследовавшего свое место от отца. Располагая самыми скромными средствами, отец его с трудом содержал в школе двух старших сыновей, и когда явился вопрос об образовании младшего, последний, только по настоянию матери, Матрены Федоровны, после долгой борьбы, был определен во Владимирское уездное духовное училище. Дома только со стороны матери встречал он любовь и мягкое отношение; ей он был обязан и тем, что еще в раннем детстве избавился от грозившей ему участи: не попал в чужие руки — «в сынки». Проведя свои детские годы — приблизительно до двенадцати лет — почти без призора, не узнав счастливой жизни в семье, мальчик рано замкнулся в себя, сделался сосредоточенным и серьезным, не утратив, впрочем, бывшей в нем мягкости характера.
В училище, куда он поступил в 1818 году, он скоро сошелся с товарищами и получил здесь фамилию «Братолюбов». По переходе его во Владимирскую духовную семинарию, ему была дана за его нрав другая фамилия — «Смирнов», выбранная ректором Подлинским (архимандрит Павел). Здесь, как и в училище, он терпел большую нужду, иногда доходившую до крайних пределов, но шёл настолько успешно, что, пробыв только год в богословском классе, осенью 1829 года был отправлен, по желанию начальства, в Санкт-Петербург — в возобновленный Педагогический институт. Тут, хотя и стесненный строгими институтскими порядками, Смирнов, по крайней мере, с материальной стороны оказался в лучших условиях. В Петербурге он познакомился с М. М. Сперанским, с которым был в родстве. С его стороны Я. Смирнов встретил теплое отношение, и это знакомство оказало на него большое влияние: бывая часто у Сперанского, он узнал много новых людей, стал несколько общительнее, а главное — благодаря обширной библиотеке Сперанского — существенно расширил свои знания.

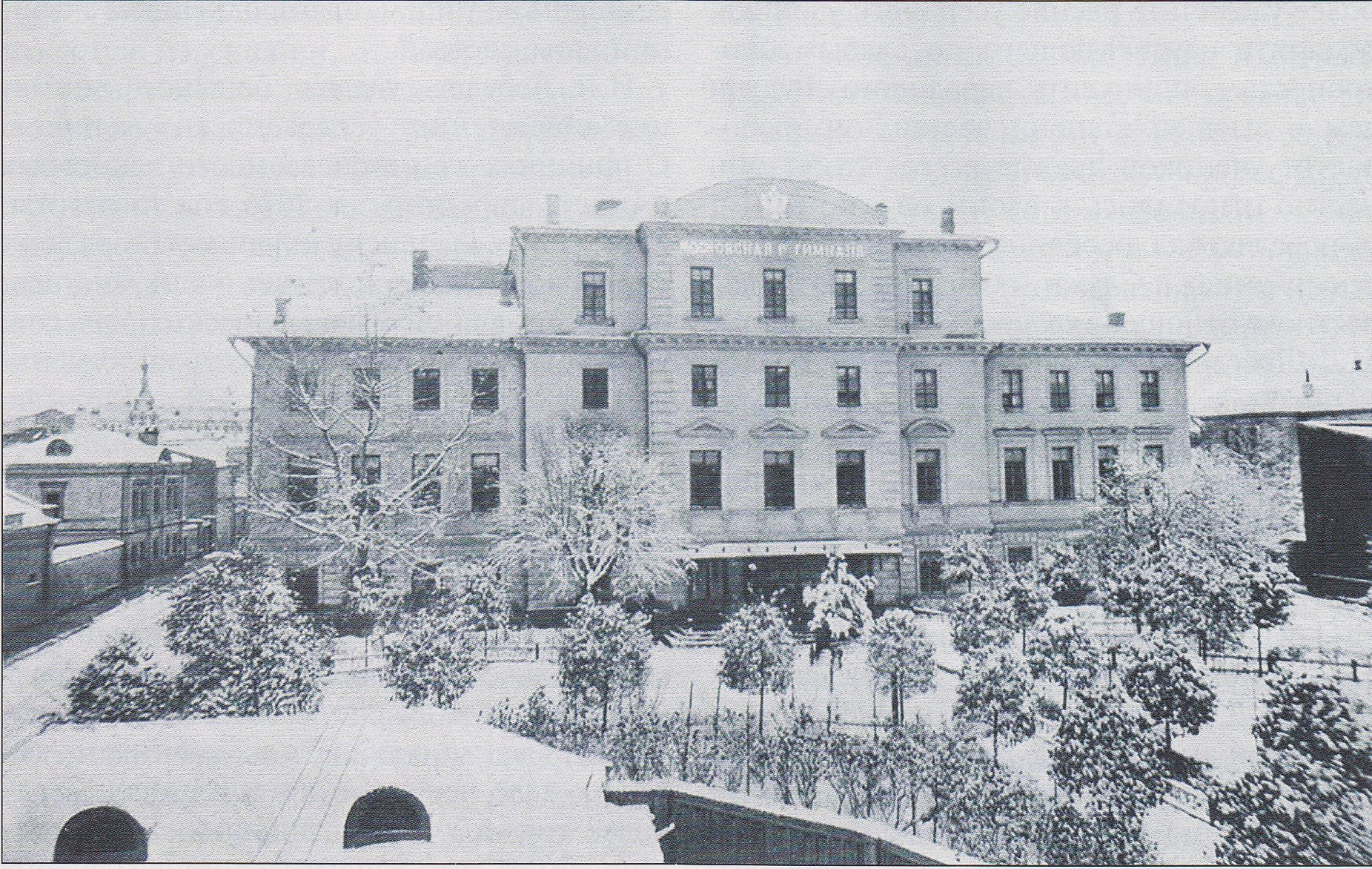
Первая московская гимназия

25 января 1836 году Смирнов окончил курс Главного педагогического института с серебряной медалью и в том же году, по предложению попечителя Московского учебного округа графа С. Г. Строганова, поступил старшим учителем латинского языка в Первую Московскую гимназию. По переезде в Москву он ненадолго сошелся с некоторыми из своих сослуживцев. Состав их был, конечно, довольно разнообразный, и круг людей, к которому присоединился Смирнов, был выбран неудачно: он предался в их обществе довольно распущенному образу жизни, увлекаемый в дурную сторону чувством личной независимости, которой так долго был лишен. Но, будучи по натуре человеком совсем других наклонностей, он скоро повернул на правильную дорогу.
Плодом серьезных занятий в первые же годы пребывания в Москве явилась первая печатная работа Смирнова — речь о Федре, произнесенная им на торжественном собрании Московской первой гимназии, а также приготовленное им издание басен Федра. В самом же начале московской жизни он опять нравственно уединился, но теперь источник этой замкнутости лежал в определившейся религиозности, легшей еще с детства в основу миросозерцания Смирнова. Он стал строго следить за собой, ведя дневник своих поступков и мыслей; уйдя от «мира», он чуждался общества товарищей и прежних знакомых, за весьма немногими исключениями; ограничение своих потребностей довел наконец до крайних пределов.
Почти все свои средства Яков Васильевич Смирнов тратил на благотворительность: он не только помогал родственникам, но поддерживал целые семейства; ежедневно оделял нищих и часто собирал к себе и кормил их обедами.
Важнейшим долгом по отношению к ближним он считал исполнение своих учительских обязанностей. Научные труды его, кроме ранней работы о Федре и издания его басен, относятся к учебной литературе и многие из них получили громадное распространение, как обязательные учебные пособия. Он неоднократно перерабатывал их, выпуская одно издание за другим. Медленно продвигаясь по службе (он вышел в отставку коллежским советником), Смирнов однако несколько раз получал довольно крупные денежные награды, как выдающийся преподаватель. Во все 28 лет своей службы Смирнов ни разу ни по каким обстоятельствам не пользовался отпуском и не опоздал в гимназию на уроки.
К ученикам Яков Васильевич Смирнов относился мягко; помогал им часто деньгами и книгами; со слабыми по вечерам бесплатно занимался; после отмены в 1-й московской гимназии преподавания греческого языка, он преподавал его желающим также бесплатно. Своими познаниями он приобрел большую известность среди москвичей. Его часто называли московским Цицероном. Студенты обращались к нему за указаниями; многие приглашали его в качестве домашнего учителя.
До последних лет жизни он изучал латинский язык. Только тяжелая болезнь остановила его работу над изданием отрывков из «Метаморфоз» Овидия со словарем и примечаниями, окончание которого он завещал В. П. Павлову, преподавателю Рязанской гимназии.
Умер 7 (19) июня 1868 года. Похоронен на Ваганьковском кладбище; могила утрачена.